# Moravské občanské hnutí
Moravské občanské hnutí (MOH) bylo moravské politické hnutí, založené po sametové revoluci v roce 1989 jako první z politických subjektů tzv. moravského hnutí na počátku 90. let 20. století. Jeho zakladatelem byl JUDr. Miroslav Richter, který již v 70. a 80. letech 20. století vedl neoficiální promoravské aktivity.

## Počátky
Hnutí sehrálo v úsilí o emancipaci Moravy obrovskou roli v prvních měsících po sametové revoluci. Kladlo si za cíl sdružovat všechny občany v úsilí o rovnoprávné ekonomické, kulturní a společenské postavení Moravy v Československu. Již počátkem prosince 1989 hnutí uspořádalo v klubu na Šelepově ulici v Brně první shromáždění občanů, které se jednoznačně vyslovilo pro obnovu zemského zřízení a rehabilitaci Moravy v tehdejším Československu. Další velké shromáždění organizované MOH se konalo v brněnské hale Rondo 10. února 1990, které se zúčastnilo přes 3 000 občanů. Miroslav Richter na něm prohlásil mimo jiné větu: „Zemi, které se dvacet let jen bere, se říká kolonie. A když se to děje čtyřicet let, říká se jí Morava“. Tím narážel na déle než čtyřicet let trvající absenci moravské zemské samosprávy zrušené komunisty v roce 1948 a zároveň i obviňoval „pražskou vládu“ z ekonomického znevýhodňování moravských krajů.
Paralelně s MOH byla obnovena i Společnost pro Moravu a Slezsko pod vedením Boleslava Bárty a z ní vzniklo v dubnu 1990 Hnutí za samosprávnou demokracii - Společnost pro Moravu a Slezsko (HSD-SMS). MOH a HSD-SMS se lišili nejen rozdílem povah svých vůdců, ale také postojem k moravské národnosti. MOH ji vnímalo jako samostatnou a nezávislou na české, HSD-SMS zpočátku považovalo Moravany za jednu větev společného českého národa a hnutí mělo ryze zemský charakter.

## Volební neúspěch 1990
Ve volbách obě uskupení kandidovaly proti sobě. HSD-SMS samostatně, Moravské občanské hnutí kandidovalo některé své členy na kandidátce koalice Křesťanská a demokratická unie (společně s Československou stranou lidovou, KDS a na Slovensku KDH). Zatímco HSD-SMS uspělo a získalo ve volbách do České národní rady více než 10 % hlasů v rámci celé republiky (kandidovalo pouze na Moravě), Moravské občanské hnutí ve volbách propadlo (také s přispěním aféry předsedy ČSL Josefa Bartončíka těsně před volbami) a do parlamentu se dostal jediný jeho člen – Ing. Zdeněk Smělík do České národní rady.

## Založení Moravské národní strany a postupný zánik
Zklamaní členové po parlamentních volbách 1990 odmítli vstoupit do HSD-SMS kvůli rozdílnému přístupu k moravskému národu. Předseda MOH Miroslav Richter se odmítl s volební porážkou vyrovnat, uznat vítězství lídra HSD-SMS Boleslava Bárty a nechtěl s ním jednat, přestože mu to spolupracovníci doporučovali. Většina významných členů MOH založila 7. srpna 1990 Moravskou národní stranu (MNS), např. JUDr. Jiří Bílý, Ing. Zdeněk Smělík, Ing. Miloš Skočovský, doc. Jaroslav Pokluda a další. Moravské občanské hnutí existovalo paralelně až do voleb 1992, kdy kandidovalo opět společně s KDU-ČSL, znovu však propadlo a přestalo existovat. V letech 1990–1992 jej postupně opustila převážná většina členské základny.